# Saint-Rémy-du-Plain
Saint-Rémy-du-Plain è un comune francese di 769 abitanti situato nel dipartimento dell'Ille-et-Vilaine nella regione della Bretagna.

## Società

### Evoluzione demografica
Abitanti censiti